# Bielice (województwo mazowieckie)
Bielice – osada w Polsce, położona w województwie mazowieckim, w powiecie sochaczewskim, w gminie Sochaczew. Ma status sołectwa.
Wieś szlachecka położona była w drugiej połowie XVI wieku w powiecie sochaczewskim ziemi sochaczewskiej województwa rawskiego. W latach 1975–1998 miejscowość administracyjnie należała do województwa skierniewickiego.
Od 2013 mieści się Dowództwo 3 Warszawskiej Brygady Rakietowej Obrony Powietrznej jak i 38 dywizjonu zabezpieczenia OP.